# Cima dell'Omo
La Cima dell'Omo, con i suoi 1860 metri s.l.m., è tra i rilievi più alti dell'Appennino tosco-emiliano: è situata sul confine tra il Comune modenese di Pievepelago,  ed il Comune lucchese di Barga, lungo l'alto crinale che si distacca in direzione Nord Ovest dal Monte Giovo, alto 1991 metri s.l.m., e che dopo la vetta prosegue verso l'Alpe San Pellegrino, il Passo delle Radici ed il Passo delle Forbici. Presso Cima dell'Omo, tale alto crinale fa da confine tra la Provincia di Modena, in Emilia-Romagna e la Provincia di Lucca, in Toscana; delimita inoltre verso Sud Ovest il Parco Regionale dell'Alto Appennino Modenese.

## Caratteristiche
Sul versante di Sud Ovest dell'alto crinale appenninico, la Cima dell'Omo domina dall'alto, con la sua mole, la Garfagnana, attraversata dal fiume Serchio che sbocca nel Mare Tirreno. Poiché la montagna è vicina alla cittadina lucchese di Barga, cui è collegata da una carreggiabile che passa da Sommocolonia, Renaio e Villa Angeletti, viene chiamata anche Alpe di Barga. 
Sul versante di Nord Est la Cima dell'Omo domina, insieme al massiccio del Monte Giovo, la Valle del Rio delle Tagliole che è il braccio maggiore del torrente Scoltenna, a sua volta ramo principale del fiume Panaro, tributario del fiume Po che sfocia nel Mare Adriatico. 

## Accessi
Oltre che da Barga, in Media Valle del Serchio, alla Cima dell'Omo si accede dalla carreggiabile che proviene da Pievepelago, distaccandosi dalla Strada Statale n° 12 dell'Abetone e del Brennero, che poi attraversa l'abitato delle Tagliole e giunge al parcheggio sotto il Lago Santo modenese, a 1502 metri s.l.m., con l'adiacente Rifugio Marchetti; da qui occorre seguire il sentiero denominato Campi di Annibale che conduce al Passo Boccaia e quindi a Colle Bruciata o Porticciolo, a metri 1790 s.l.m.; giunti sul crinale s'incontra il sentiero, con segnavia 00, che proviene dall'Alpe Tre Potenze, dal Monte Rondinaio e dal Monte Giovo e che, raggiunta Cima dell'Omo, prosegue in direzione Nord Ovest verso l'Alpe San Pellegrino, il Passo delle Radici ed il Passo delle Forbici.

## Aspetti Naturalistici
Il Parco Regionale dell'Alto Appennino Modenese, sito nel Frignano, è delimitato verso Sud Ovest dall'alto crinale che dal Monte Rondinaio, attraverso il Monte Giovo e Cima dell'Omo, arriva all'Alpe San Pellegrino. Il parco presenta una grande varietà di ambienti: tra le vette rocciose, oltre il limite della vegetazione arborea, s'incontrano estese brughiere d'alta quota, vaccinieti e prati pascoli alternati ad affioramenti rocciosi, laghetti e cascatelle. Ma anche la flora e la fauna sono assai ricche: la prima annovera veri e propri giardini botanici naturali con rarità erbacee ed arbustive; la seconda annovera cervi, daini, caprioli, cinghiali, mufloni e perfino aquile reali, lupi appenninici e marmotte.
Sotto l'altitudine di circa 1500 metri s.l.m. predomina la faggeta associata a varie essenze forestali: aceri di monte, abeti bianchi e rossi, ornelli, cerri, ontani ed altri.
Tutta l'area riveste notevole importanza anche sotto l'aspetto geomorfologico. Il sentiero che dal Lago Santo modenese conduce a Cima dell'Omo, nel tratto tra il Passo della Boccaia, a metri 1587 s.l.m., ed il Passo della Porticciola o Colle Bruciata, a metri 1714 s.l.m.,  attraversa il maestoso circo glaciale del versante di Nord Ovest del Monte Giovo, presso le sorgenti del Rio Fontanacce, nella zona denominata Campi di Annibale.
Dalla vetta si gode un ampio panorama sulla Garfagnana, sulle Alpi Apuane, sulla Valle del Rio Tagliole con l'omonimo paese, sul Parco Regionale dell'Alto Appennino Modenese, sul vicino gruppo Giovo Rondinaio, sul Monte Cimone e su tutto il Frignano. In lontananza si scorgono il Monte Cusna, il Monte Prado e la Pietra di Bismantova.

## Storia
La Cima dell'Omo deve probabilmente il suo nome ad una piccola piramide di pietra che in passato esisteva sulla vetta. Infatti, questo mucchio di pietre, rinvenibile ancora oggi su altre cime dei monti della zona e che serviva da cippo confinario, viene denominato in diverse zone dell'Italia settentrionale  omo oppure ometto.  Il Bortolotti nella sua Guida dell'Appennino lucchese afferma che sulla Cima dell'Omo si trovava invece proprio la piccola statua in pietra di un uomo; ma probabilmente si trattava del cippo confinario cilindrico settecentesco ancora oggi reperibile su varie vette dell'Alto crinale appenninico che va dal Corno alle Scale all'Alpe San Pellegrino ed oltre.
Il Parco regionale dell'Appennino Modenese, al cui interno si trovano i versanti settentrionali ed orientali del monte Cima dell'Omo, costituisce un'area protetta dotata di una forte identità culturale, grazie anche alla storia del territorio, il Frignano, che ha goduto di notevole autonomia sotto la lunga ed illuminata guida degli Estensi. Il patrimonio storico è ricco e comprende ponti in pietra a schiena d'asino, cappelle, edicole votive, oratori, antiche chiese e tradizionali abitazioni costruite in pietra nei borghi montani. Tra i castagneti da frutto della fascia altimetrica meno elevata s'incontra spesso la tipica costruzione del metato, dove da secoli si seccano le castagne per poi macinarle nel mulino per ricavarne la farina dolce. Infatti, la storia economica del territorio del parco e della Valle del Rio Tagliole in particolare, è caratterizzata dalla prevalenza della coltivazione dei castagneti: la farina di castagne ha costituito per secoli la base dell'alimentazione umana. Accanto a questa cosiddetta economia del castagno, localmente ha avuto sempre molto rilievo l'ovinicoltura, la silvicoltura e la produzione di patate.